# Hostinger
Hostingerは、ESOPのホスティングサーバプロバイダ及びインターネットドメイン登録機関。  2004年に設立され、現在178カ国の子会社と合わせて2900万人以上のユーザーが登録している。同社はクラウドホスティングサーバの技術を使用し、MySQL、 FTP、およびPHPによる ホスティングサーバを提供している。 000Webhost、NiagahosterおよびWeblinkの親会社でもある。 

## 歴史
リトアニアのカウナスにて設立。元々はHosting Mediaと呼ばれていた。 2011年には、利用者が100万人に達し、また名前をHostingerに変更してArnas StuopelisがCEOに就任した。  2007年には、無料のホスティングサーバを提供する子会社000webhostが設立され、2008年にはノースカロライナ州アッシュビルとイギリスにデータセンターを持つ米国のホスティングサーバブランドのHosting24が発表された 。 急速な国際的展開の後、Hostingerが1000万人の利用者に達する直前に、別のホスティングサーバのブランドと会社がインドネシアのNiagahosterでブートストラップされた。2012年にはキプロスのラルナカに別会社を設立した。2014年には、Hostingerの各サービスは39カ国にローカライズされ、 ブラジルの会社及び新しいブランドであるweblinkが設立された。 同年10月にはシンガポールに新しいデータセンターと会社が設立された。2015年に創設者のAurimas Rapalisは友人であった当時17歳の少年によって殺害され、事業はArnas Stuopelisに引き継がれた。同年に子会社000Webhostはハッキング被害でIPアドレス、電子メールアドレス、プレーンテキストのパスワードを含む1350万人のユーザーデータが漏洩した。2023年にDaugirdas JankusがCEOに就任した。Arnas Stuopelisは引き続き取締役会長を務める。

## 子会社
- Hostinger  カウナスに本社を置く、 ESOPの施設。 2011年にHosting Mediaとして知られる前に改名された。現在、 Webホスティング 、 VPS 、 クラウドホスティングサービス、およびドメイン登録サービス を提供している[10]。
- 000Webhost  2007年に設立され、クラウドインフラに基づいた最初の無料Webホスティングプラットフォームである[11]。
- Hosting24 2008年設立。ウェブサイトホスティングのプラットフォーム。[12]
- Niagahoster  2013年に設立されたインドネシアのWebホスティング会社。 [13]
- Weblink  ブラジルを拠点とする、2014年に開始されたホスティングブランド。

## データセンター
Hostingerは、以下の９か国にデータセンターを所有している。 
- アメリカ合衆国
- フランス
- オランダ
- リトアニア
- イギリス
- シンガポール
- インド
- ブラジル
- インドネシア